# Hiéroglyphe égyptien N5
Pour les articles homonymes, voir Soleil (homonymie).

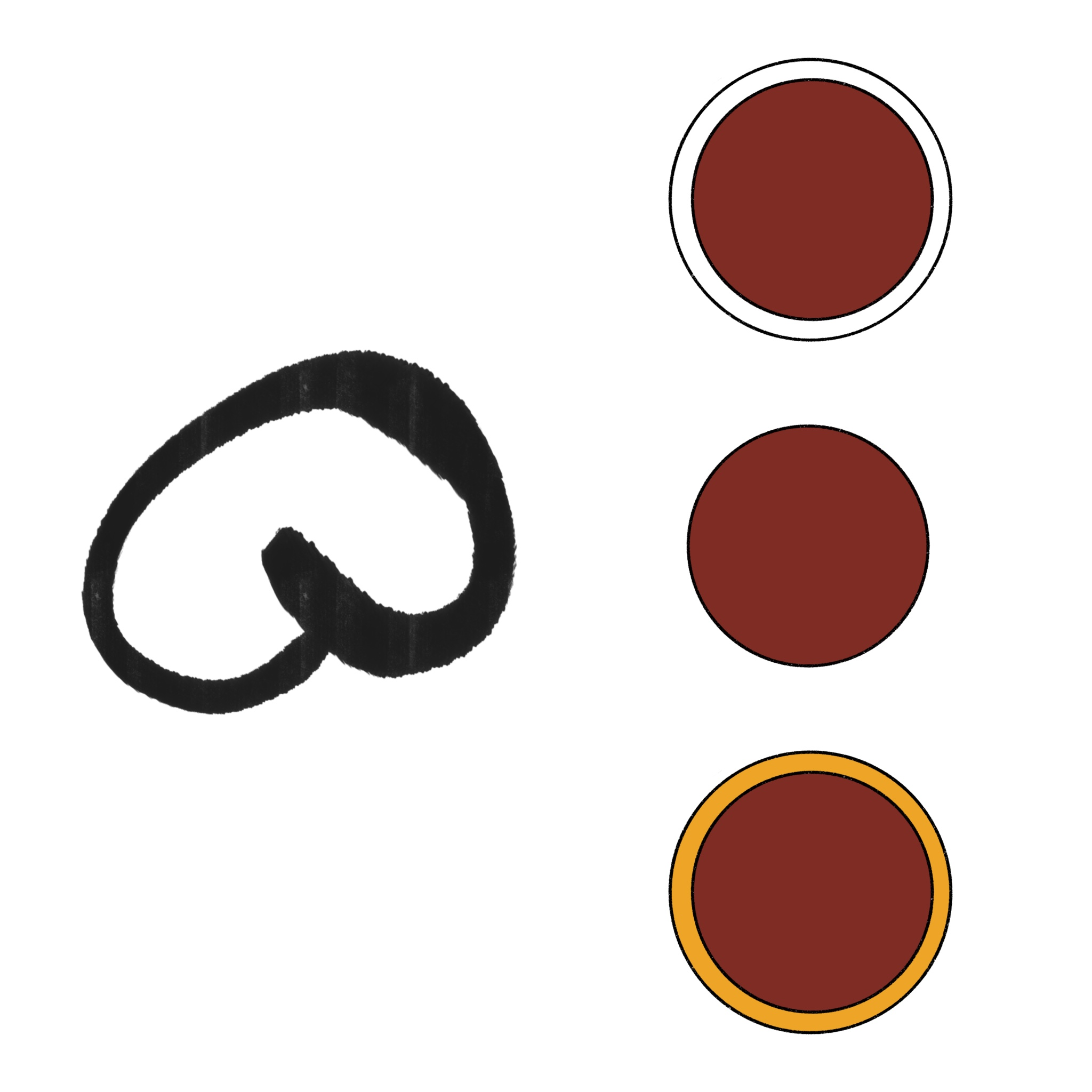
Version hiératique et hiéroglyphique

Le soleil, en hiéroglyphe égyptien, est classifié dans la section N « Ciel, Terre, Eau » de la liste de Gardiner ; il y est noté N5.

## Représentation
Il représente le disque solaire souvent avec un point en son centre qui, pour Jean Capart renvoie à un « vieux mythe égyptien suivant lequel le dieu du ciel (Hormerty) a deux yeux, le soleil et la lune ; le soleil est la pupille de l'œil qui fait le jour. ». Il est parfois entouré d'un halo blanc ou plus rarement jaune. Il est translitéré rˁ, hrw ou sw < zw.

## Usage
| r · a | N5 |

| r · a | N5 |

| N5 · Z1 |

| N5 · Z1 |

| N5 · Z1 |

| N5 · Z1 |

| r · a | N5 | abréviation | : | N5 · Z1 |

| r · a | N5 | abréviation | : | N5 · Z1 |

| N5 |

| N5 |

C'est un déterminatif du champ lexical du soleil ou de ses actions, du jour ou du temps en général.
| N5 · N23 |

| N5 · N23 |

## Exemples de mots
| W19 | n · N5 |

| W19 | n · N5 |

| s | b | A | N14 · N5 |

| s | b | A | N14 · N5 |

| s | f · N5 |

| s | f · N5 |